# 카자노
카자노(Caggiano)는 이탈리아 캄파니아주 살레르노도에 위치해 있는 코무네이다.

## 같이 보기
- 발로 디 디아노